# Frederik af Hessen-Kassel (1747-1837)
|  | For andre personer af samme navn. se Frederik af Hessen-Kassel |
Frederik af Hessen-Kassel (født 11. september 1747, død 20. maj 1837) var titulær landgreve og dansk (senere nederlandsk) general.
Han var yngre søn af landgreve Frederik 2. af Hessen-Kassel og hans hustru Marie af Storbritannien. Den danske dronning Louise var hans moster. Frederiks far forlod sin familie i 1747 og konverterede til katolicismen i 1749. I 1756 flyttede Marie med sine sønner til Danmark, hvor Frederik voksede op ved hoffet i København sammen med sine to brødre, Vilhelm og Carl. Frederik gjorde militær karriere i Danmark og senere i Nederlandene.
Frederik grundlagde den yngre, ikke-regerende gren af det hessiske fyrstehus, der sammen med linjen Hessen-Philippsthal-Barchfeld, er den eneste gren af huset Hessen, der stadig eksisterer i dag. Han kaldes undertiden også landgreve af Hessen-Rumpenheim efter sin bopæl, Rumpenheimer Schloss, i Offenbach nær Frankfurt-am-Main. Gennem sin søn Vilhelm blev han desuden farfar til dronning Louise af Danmark, gift med kong Christian 9.

## Biografi

### Tidlige liv
Frederik blev født den 11. september 1747 i Kassel, hovedstaden i det lille landgrevskab Hessen-Kassel i det centrale Tyskland. Han var den tredje overlevende søn af Hessen-Kassels arveprins, Frederik, i hans ægteskab med Prinsesse Marie af Storbritannien. Hans far var ældste overlevende søn af den regerende landgreve, Vilhelm 8., mens hans mor var datter af kong Georg 2. af Storbritannien og søster til den danske dronning Louise.
Forældrenes ægteskab var ikke lykkeligt, og Frederiks far, (der regerede som landgreve af Hessen-Kassel fra 1760 til 1785) forlod sin familie i 1747 og konverterede til katolicismen i 1749. Frederiks bedstefar, Landgreve Vilhelm 8. af Hessen-Kassel, overlod Grevskabet Hanau og dets indtægter til Marie og hendes sønner. I 1756 flyttede Marie til hoffet i København med Frederik og hans to brødre, Vilhelm og Carl, for at deres opdragelse kunne blive fuldendt der under beskyttelse af Frederik 5. De to ældste brødre blev senere gift med danske kusiner.

### Militær karriere
Frederik fik sin militære uddannelse i Aarhus og København. I 1769 blev han udnævnt til dansk infanterigeneral. I slutningen af 1781 solgte hans bror prins Karl ham herregården Rumpenheim, hvor deres mor tidligere havde boet. Frederik gjorde det til sin bolig og udvidede det til Rumpenheimer Schloss i 1788, hvilket også omfattede oprettelsen af en engelsk landskabspark. I 1793 blev han nederlandsk kavalerigeneral og guvernør i Maastricht. Der blev han belejret af franskmændene i tre måneder i 1793 og overgav endelig byen i 1794. Derefter sluttede hans militære karriere, og han trak sig tilbage til privatlivet og boede primært på Rumpenheimer Schloss og i Kassel.

### Senere liv
Efter at Frederiks nevø Vilhelm blev kurfyrste i 1821, forlod Frederik Kassel efter skænderier med Vilhelm og boede i Gotha og Hannover. Frederik døde den 20. maj 1837 på Rumpenheim Slot.

## Ægteskab og børn
Frederik giftede sig den 2. december 1786 på slottet Biebrich med arveprinsesse Karoline Polyxene af Nassau-Usingen (1762-1823).

### Børn
- Vilhelm af Hessen-Kassel(-Rumpenheim) (24. december 1787 på slottet Biebrich – 30. oktober 1867 i København), titulær landgreve, dansk officer, gift med prinsesse Charlotte af Danmark.
- Karl Frederik (8. marts 1789 i Maastricht – 10. september 1802 på slottet Rumpenheim), prins.
- Frederik Vilhelm (24. (eller 25. april) 1790 i Maastricht – 25. oktober 1876 på slottet Rumpenheim), prins.
- Ludvig Karl (12. november 1791 på slottet Biebrich – 12. maj 1800 på slottet Rumpenheim), prins.
- Georg Karl (14. januar 1793 i Maastricht – 4. marts 1881 i Frankfurt am Main), prins.
- Louise (Louise Caroline Marie Frederikke) (9. april 1794 i Maastricht – 16. marts 1881 i Frankfurt am Main), friherreinde ved giftermål med Georg friherre von der Decken.
- Marie Vilhelmine Frederikke (21. januar 1796 på Hanau Slot – 30. december 1880 i Neustrelitz), storhertuginde ved giftermål med storhertug Georg 1. af Mecklenburg-Strelitz.
- Augusta (Augusta Vilhelmine Louise) (25. juli 1797 på slottet Rumpenheim – 6. april 1889 på St. James's Palace), hertuginde af Cambridge ved giftermål den 7. maj i Kassel (og igen den 1. juni) 1818 på Buckingham Palace med Adolphus (1774-1850), født prins af Storbritannien, Irland og Hannover, fra 1801 hertug af Cambridge. Adolphus var vicekonge i Hannover i 1816-37. Et af deres børnebørn Mary af Teck blev gift med George V og blev derved engelsk dronning 1910-36.